# Bryconamericus gonzalezi
Bryconamericus gonzalezi és una espècie de peix de la família dels caràcids i de l'ordre dels caraciformes.

## Morfologia
- Els mascles poden assolir 7,4 cm de llargària total.[5]

## Hàbitat
Viu en zones de clima tropical.

## Distribució geogràfica
Es troba a Sud-amèrica, a les conques dels rius Sixaola, Cañaza i Bongie (vessant atlàntica de Costa Rica i Panamà).